# Aphyssura narrogina
Aphyssura narrogina är en tvåvingeart som beskrevs av Norris 1999. Aphyssura narrogina ingår i släktet Aphyssura och familjen spyflugor. Inga underarter finns listade i Catalogue of Life.